# Pavel Fjodorovics Szadirin
Pavel Fjodorovics Szadirin (oroszul: Павел Фёдорович Садырин; Molotov, 1942. szeptember 18. – Moszkva, 2001. december 1.) orosz labdarúgóedző, korábban szovjet labdarúgó.

## Pályafutása
Játékosként a Zvezda Perm és a Zenyit Leningrád csapataiban játszott. Edzőként a Zenyit Leningrád csapatával szovjet bajnoki címet szerzett 1984-ben. A CSZKA Moszkva edzőjeként 1991-ben megnyerte a legutolsó szovjet bajnokságot és megszerezte a kupagyőzelmet is. 
1992 és 1994 között az orosz válogatott szövetségi kapitánya volt és kivezette a nemzeti csapatot az Egyesült Államokban rendezett 1994-es világbajnokságra. 
Később dolgozott még a Zenyit Szentpétervár (1995–1996), a CSZKA Moszkva (1997–1998), és a Rubin Kazany (1998–1999) csapatainál. 2000-ben kinevezték az üzbég válogatott szövetségi kapitánynak. 2000 és 2001 között a CSZKA Moszkva csapatát edzette.

## Halála
2001. december 1-én 59 éves korában hunyt el rákbetegségben.

## Sikerei, díjai

### Edzőként
Zenyit Leningrád
- Szovjet bajnok (1): 1984
- Szovjet szuperkupa (1): 1985

CSZKA Moszkva
- Szovjet bajnok (1): 1991
- Szovjet kupagyőztes (1): 1990–91